# Episodi di Riverdale (quarta stagione)
La quarta stagione della serie televisiva Riverdale, composta da diciannove episodi, è stata trasmessa in prima visione assoluta dalla rete televisiva The CW dal 9 ottobre 2019 al 6 maggio 2020.
In Italia la stagione è stata trasmessa a partire dall'11 marzo al 13 maggio 2020 e, successivamente, dal 9 settembre al 28 ottobre dello stesso anno sul canale televisivo Premium Stories.
Gli antagonisti principali della stagione sono Bret Weston Wallis, Dodger, Donna Sweett, Il "Cineasta".
| n° | Titolo originale                                 | Titolo italiano                                             | Prima TV originale | Prima TV in italiano |
| -- | ------------------------------------------------ | ----------------------------------------------------------- | ------------------ | -------------------- |
| 1  | Chapter Fifty-Eight: In Memoriam                 | Capitolo cinquantotto: "In memoria"                         | 9 ottobre 2019     | 11 marzo 2020        |
| 2  | Chapter Fifty-Nine: Fast Times at Riverdale High | Capitolo cinquantanove: "Alta tensione alla Riverdale High" | 16 ottobre 2019    | 18 marzo 2020        |
| 3  | Chapter Sixty: Dog Day Afternoon                 | Capitolo sessanta: "La fine di un incubo"                   | 23 ottobre 2019    | 25 marzo 2020        |
| 4  | Chapter Sixty-One: Halloween                     | Capitolo sessantuno: "Halloween"                            | 30 ottobre 2019    | 1º aprile 2020       |
| 5  | Chapter Sixty-Two: Witness for the Prosecution   | Capitolo sessantadue: "Testimone d'accusa"                  | 6 novembre 2019    | 8 aprile 2020        |
| 6  | Chapter Sixty-Three: Hereditary                  | Capitolo sessantatré: "Eredità"                             | 13 novembre 2019   | 15 aprile 2020       |
| 7  | Chapter Sixty-Four: The Ice Storm                | Capitolo sessantaquattro: "La tempesta di neve"             | 20 novembre 2019   | 22 aprile 2020       |
| 8  | Chapter Sixty-Five: In Treatment                 | Capitolo sessantacinque: "La terapia"                       | 4 dicembre 2019    | 29 aprile 2020       |
| 9  | Chapter Sixty-Six: Tangerine                     | Capitolo sessantasei: "Suggestione ipnotica"                | 11 dicembre 2019   | 6 maggio 2020        |
| 10 | Chapter Sixty-Seven: Varsity Blues               | Capitolo sessantasette: "Blues universitari"                | 22 gennaio 2020    | 13 maggio 2020       |
| 11 | Chapter Sixty-Eight: Quiz Show                   | Capitolo sessantotto: "Quiz Show"                           | 29 gennaio 2020    | 20 maggio 2020       |
| 12 | Chapter Sixty-Nine: Men of Honor                 | Capitolo sessantanove: "Uomini d'onore"                     | 5 febbraio 2020    | 9 settembre 2020     |
| 13 | Chapter Seventy: The Ides of March               | Capitolo settanta: "Le idi di Marzo"                        | 12 febbraio 2020   | 16 settembre 2020    |
| 14 | Chapter Seventy-One: How to Get Away With Murder | Capitolo settantuno: "Come farla franca dopo un omicidio"   | 26 febbraio 2020   | 23 settembre 2020    |
| 15 | Chapter Seventy-Two: To Die For                  | Capitolo settantadue: "La prova finale"                     | 4 marzo 2020       | 30 settembre 2020    |
| 16 | Chapter Seventy-Three: The Locked Room           | Capitolo settantatré: "La stanza chiusa"                    | 11 marzo 2020      | 7 ottobre 2020       |
| 17 | Chapter Seventy-Four: Wicked Little Town         | Capitolo settantaquattro: "Una cittadina malvagia"          | 15 aprile 2020     | 14 ottobre 2020      |
| 18 | Chapter Seventy-Five: Lynchian                   | Capitolo settantacinque: "Lynchiano"                        | 29 aprile 2020     | 21 ottobre 2020      |
| 19 | Chapter Seventy-Six: Killing Mr. Honey           | Capitolo settantasei: "Uccidere il preside Honey"           | 6 maggio 2020      | 28 ottobre 2020      |

## Capitolo cinquantotto: "In memoria"
- Titolo originale: Chapter Fifty-Eight: In Memoriam
- Diretto da: Gabriel Correa
- Scritto da: Roberto Aguirre-Sacasa

### Trama
Si avvicina il 4 Luglio, e dopo 3 anni senza aver festeggiato la ricorrenza per via di ciò che è capitato a Jason Blossom, Riverdale si accinge a preparare la parata. L'unica ad essere contro questa decisione è Cheryl, che pensa sia un oltraggio alla memoria dell'adorato fratello, il cui cadavere è ancora nascosto dalla ragazza nel seminterrato di Thistlehouse. Archie, Betty, Veronica e Jughead sono riuniti da Pop per discutere su come trascorrere il week-end prima che inizi l'ultimo anno di scuola, quando Archie riceve una telefonata dal padre Fred: quella che avrebbe dovuto essere una chiacchierata padre-figlio, è in realtà una rivelazione devastante. Fred è deceduto. A casa, tra lacrime amare, Archie e sua mamma Mary apprendono da FP che Fred è morto investito da un pirata della strada mentre prestava soccorso ad una persona con l'auto in panne, a Cherry Creek. Archie, Veronica e Mary si accordano per il funerale di Fred il giorno 6 Luglio, dato che l'autista che si occupa dei trasporti dei corpi è in ferie fino al 5. Più tardi, Archie viene consolato per la sua perdita da Betty, Ronnie, Jug, Kevin e Reggie, ed insieme ricordano del grande cuore e della bontà di Fred. In nottata, Archie incontra in sogno suo nonno Artie, che lo convince ad andare a prelevare il padre da Cherry Creek per riportarlo a casa. Archie si fa accompagnare da Betty, Ronnie e Jug e prendono in prestito il carro funebre di Reggie. Giunti a destinazione, i 4 amici si recano dapprima alla centrale di polizia per sapere dove si trovi il furgoncino di Fred, per poi dirigersi presso le pompe funebri. Qui, Archie non ha il coraggio di salutare un’ultima volta il papà, per cui manda Betty e Veronica a constatare che si tratti davvero di Fred e non di uno scambio di identità. Le ragazze affermano con dolore che il cadavere appartiene al povero Fred, dopodiché, i 4 recuperano il camioncino di Fred, ma si imbattono in una donna (Shannen Doherty) venuta a rendere omaggio all’uomo, perché è proprio la persona che Fred stava aiutando la sera della sua morte. La donna spiega che Fred è stato il solo a fermarsi per darle una mano con la macchina, e che per tutto il tempo, non ha fatto altro che parlare di Archie e dire di quanto fosse orgoglioso di esserne il padre. Inoltre, se Fred non avesse spinto via la donna per salvarla, adesso sarebbe ancora vivo, e questo sta a dimostrare la sua enorme umanità. I 5 condividono una preghiera e lasciano dei fiori ai margini della strada per Fred. Mentre i ragazzi si siedono in un locale per pranzare, Archie viene chiamato da FP, che gli comunica di aver rintracciato l’uomo al volante dell’auto che ha travolto Fred, ma uscito su cauzione. Avendo a disposizione tutti i suoi dati, Archie abbandona gli amici per correre dall’assassino del padre, e, faccia a faccia con lui, scopre che è il figlio adolescente dell’uomo ad essere il responsabile della morte di Fred, in quanto ha preso l’auto senza permesso, né patente. Il papà lo proteggeva soltanto, così come avrebbe fatto qualunque genitore, perciò Archie lascia perdere, e sopraggiunti Betty, Veronica e Jughead, ritorna a Riverdale. Al confine della città, FP fornisce ad Archie la scorta della polizia, e arrivati nel cuore di Riverdale, i protagonisti si ritrovano nel bel mezzo di una manifestazione dedicata a Fred, con tanto di striscioni e cartelloni. Il tutto è stato possibile grazie a Cheryl, che sente nella sofferenza di Archie per Fred, la stessa che ha subito lei per Jason. Durante il funerale di Fred, al quale ha preso parte anche Josie, che ha interrotto momentaneamente il suo tour, Archie espone un toccante discorso sull’amato padre. Al termine della funzione, Veronica scopre che Hiram ha coperto le spese per il funerale di Fred, mentre Betty fa visita alla tomba colma di insulti di Hal. Il necrologio scritto da Jughead per il Register di Riverdale viene letto persino da Alice, introvabile assieme alla Fattoria, e da Hermione, incarcerata per il tentato omicidio di Hiram. La sera, nel giardino di casa Andrews, Mary, Archie, Veronica, e gli amici si ritrovano per uno spettacolo di fuochi d’artificio per Fred. Il finale di questo commovente episodio vede Archie appartarsi nel garage, dove viene sommerso da strazianti memorie che gli ricordano il caro papà Fred.
L’episodio è dedicato alla memoria di Luke Perry, deceduto ad inizio 2019.
- Guest star: Martin Cummins (Tom Keller), Robin Givens (Sierra), Molly Grinwald (Mary Andrews), Trinity Linkins (Jellybean Jones), Alvin Sanders (Pop Tate), Barbara Wallace (Rose Blossom)
- Ascolti USA: telespettatori 1.14 milioni - rating 18-49 anni 0.4%[6]

## Capitolo cinquantanove: "Alta tensione alla Riverdale High"
- Titolo originale: Chapter Fifty-Nine: Fast Times at Riverdale High
- Diretto da: Pamela Romanowski
- Scritto da: Michael Grassi e Will Ewing

### Trama
Il primo giorno dell'ultimo anno del liceo, scombussola molto i liceali. Veronica lotta contro i paparazzi che vogliono scattarle foto per via dei processi dei suoi genitori, Betty affronta la fiducia di Kevin dopo la sua affiliazione con la Fattoria, e a Jughead viene offerto un posto al prestigioso Stonewall Prep, che rifiuta. Nel frattempo, il nuovo preside della scuola, Mr. Honey, annulla il ballo d'inizio anno a causa degli omicidi avvenuti ai balli di fine anno precedenti. Sconvolta, Cheryl organizza una festa a Thistlehouse. Betty scopre che Kevin ha ancora contatti con Fangs e che gli sta fornendo informazioni sulla Fattoria e su come Kevin può dimostrare la sua lealtà. Apprendendo che Kevin ha ancora il lavaggio del cervello, Betty e Charles lo aiutano a riprendersi, il che in realtà consente a Kevin di indurre Fangs a dirgli dove è stata trasferita la Fattoria. Archie è testimone dell'abuso del padre di Reggie nei confronti del figlio, che lo induce a parlare col signor Mantle.  Reggie e Archie decidono quindi di rompere l'auto del padre per ottenere un riscatto per tutti gli abusi che ha subito Reggie. Betty incoraggia Jughead ad andare alla Stonewall Prep; e quando lo obbliga, F.P. parla del suo orgoglio per l'accettazione di Jughead della scuola. Un inquietante prolessi di chiusura mostra un gruppo alla ricerca disperatamente di Jughead durante le vacanze di primavera.
- Ascolti USA: telespettatori 0.80 milioni - rating 18-49 anni 0.2%[7]

## Capitolo sessanta: "La fine di un incubo"
- Titolo originale: Chapter Sixty: Dog Day Afternoon
- Diretto da: Gregory Smith
- Scritto da: Ace Hasan e Greg Murray

### Trama
Mentre Jughead si stabilisce alla Stonewall Prep, sviluppa una relazione ostile con il suo compagno di stanza, Bret. Jughead si riconcilia anche con Moose, che è un altro suo compagno di stanza, che si fa chiamare "Marmaduke". Nel frattempo a Thistlehouse Cheryl si occupa di nascondere il corpo di Jason quando Toni assume una assistente per aiutare Nana Rose. Quando Cheryl sta parlando con il cadavere di Jason nella cappella dei Blossom, Toni si imbatte in loro. Archie ha bisogno di decine di migliaia di dollari per rinnovare la palestra in modo che possa essere trasformata in un centro comunitario. Veronica raccoglie alcuni soldi per aiutarlo, mentre cambia il suo cognome per abbandonare l'etichetta da imbrogliona Lodge, assumendo il cognome del nonno, Luna. Betty e Charles lavorano per recuperare in sicurezza i membri della Fattoria. Edgar chiede soldi, cibo, passaporti e un autobus che Betty può ricevere per infiltrarsi nel motel dove si è trasferita la setta. Mentre è lì, Evelyn bussa all'inconscio di Betty. Betty in seguito si sveglia legata ad una sedia accanto ad Alice in una stanza del motel, e scappano, facendo cadere Evelyn incosciente. Alice segue Edgar sul tetto del motel, dove "sale" dopo che Alice gli ha sparato a morte. A casa, Betty e Jughead, sentono suonare il campanello e aprendo la porta trovano soltanto una videocassetta.

## Capitolo sessantuno: "Halloween"
- Titolo originale: Chapter Sixty-One: Halloween
- Diretto da: Erin Feeley
- Scritto da: Janine Salinas Schoenberg

### Trama
Alla vigilia di Halloween, le famiglie di Riverdale ricevono videocassette delle loro case che vengono registrate e guardate per ore e ore. Mentre Halloween si avvicina, Cheryl e Toni lasciano andare il corpo di Jason, ma Cheryl è preoccupata che il fantasma di Jason ora perseguiterà Thistlehouse. Dopo una seduta nella cappella Blossom, Nana Rose rivela che Cheryl avrebbe dovuto avere un secondo fratello di nome Julian, ma lo assorbì prima della nascita. Nel frattempo, alla Stonewall Prep, i compagni di classe di Jughead lo annebbiano e lo chiudono in una bara nell'ufficio del signor Chipping per la notte di Halloween. Altrove, Archie e Munroe organizzano una festa di Halloween per i bambini della comunità al fine di tenere lontano Dodger, ma la festa termina con Dodger che spara a uno dei bambini che hanno partecipato alla festa. Veronica allontana un paziente fuggito da Shady Grove. Betty e Jellybean, mentre sono a casa da sole, ricevono telefonate da qualcuno che afferma di essere Black Hood. Quando Charles tiene traccia delle telefonate, Betty viene a sapere che provengono da Polly. Successivamente Jughead parla al telefono con Betty di Charles mentre non sanno che lui sta ascoltando la loro chiamata. Una minacciosa prolessi di chiusura mostra F.P. e Betty nell'ufficio dello sceriffo identificando quello che sembra essere il cadavere di Jughead.

## Capitolo sessantadue: "Testimone d'accusa"
- Titolo originale: Chapter Sixty-Two: Witness for the Prosecution
- Diretto da: Harry Jierjian
- Scritto da: Devon Turner

### Trama
Iniziano i processi di Hermione e Hiram e Veronica sta lavorando duramente per dimostrare l'innocenza di sua madre. Quando alcune rivelazioni vengono a galla, Veronica è costretta a far dichiarare sua madre colpevole dei suoi crimini e a corrompere il governatore per ottenere un indulto. Veronica incontra sua sorella, Hermosa, che ha aiutato Hiram a liberarsi, con suo grande sgomento. All'uscita di Hiram, dice che sarà candidato sindaco. Nel frattempo, Archie e Munroe continuano a scacciare Dodger dal centro della comunità. Altrove, Betty e Kevin si uniscono al programma di addestramento dell'FBI Junior dove Betty ha un incredibile successo. Betty è anche perseguitata dal suo passato quando si conferma che ha i "geni del serial killer". Jughead, mentre è alla Stonewall Prep, apprende di più sui romanzi dei Baxter Brothers che amava da bambino e partecipa a un concorso per diventare il prossimo scrittore fantasma della serie. Una prolessi mostra Archie, Veronica e Betty arrestati durante la lezione di biologia per l'omicidio di Jughead.

## Capitolo sessantatré: "Eredità"
- Titolo originale: Chapter Sixty-Three: Hereditary
- Diretto da: Gabriel Correa
- Scritto da: James DeWille

### Trama
Archie continua a portare i bambini fuori dalle strade, nonostante le minacce di Dodger. Con i genitori di Veronica fuori di prigione, non vuole avere niente a che fare con Hermosa (sua sorella) e Hiram. Hiram ed Hermione dormono insieme, portandoli a tornare insieme, fatto che Veronica fatica ad accettare. Jughead trova la prova che suo nonno ha scritto il primo libro dei Baxter Brothers, che lo scrittore originale nega. Dopo aver chiesto l'aiuto del signor Chipping per l'inchiesta, il signor Chipping si scusa con Jughead e si lancia da una finestra del suo ufficio. Cheryl e Toni cercano di espellere lo spirito di Julian da Thistlehouse con un'interruzione da parte degli zii di Cheryl, Cricket e Bedford, che vogliono che lei firmi gli affari di famiglia. Più tardi, lo zio Bedford ottiene l'accesso alla cappella per trovare il corpo di Jason, e dichiara Cheryl malata e la blocca contro il muro. Toni quindi lo uccide con un candeliere. Betty si occupa di dimostrare la fiducia di Charles nei confronti della sua famiglia. Visita Chic che le mente dicendole che Charles avesse ucciso qualcuno. Chic dice alle autorità che Alice ha ucciso un uomo, guidando F.P. e Charles a rimuovere qualsiasi prova, dimostrando la sua fiducia a Betty. Charles visita Chic, e diventa chiaro che sono amanti e stanno lavorando per la fine della famiglia Cooper.

## Capitolo sessantaquattro: "La tempesta di ghiaccio"
- Titolo originale: Chapter Sixty-Four: The Ice Storm
- Diretto da: Alex Pillai
- Scritto da: Arabella Anderson

### Trama
Betty e Jughead esaminano la morte del signor Chipping mentre soggiornano nel campus della Stonewall Prep durante una tempesta di ghiaccio. Con il Ringraziamento in arrivo, Archie e Veronica pianificano di organizzare una cena di ringraziamento presso il centro della comunità, che Hiram deraglia come il nuovo sindaco di Riverdale. Mentre si prepara per la cena del Ringraziamento, la famiglia di Dodger si imbatte nel centro della comunità per uccidere Archie per vendetta, credendo che abbia ferito Dodger. Le cose si intensificano rapidamente, ma proprio mentre Archie sta per essere ucciso, si verifica un'esplosione con uno dei piatti, spingendo Mary a ordinare loro di andarsene. Alice e F.P. decidono di voler cenare al Pop's per il giorno del Ringraziamento e si uniscono a Hiram ed Hermione, che si conclude con un alterco tra Hiram e F.P. a Le Bonne Nuit. Mentre Cheryl e Toni stanno cercando di nascondere l'omicidio di Bedford, la Zia Cricket di Cheryl non smetterà di perseguitarli. La invitano a cena e la portano a credere che la carne che sta mangiando sia il corpo di Bedford, quando in realtà era solo una distrazione in modo da poter scaricare il corpo di Bedford nel fiume Sweetwater prima che si congelasse. Archie dedica il centro della comunità all'eredità di Fred mentre la città veglia.

## Capitolo sessantacinque: "La terapia"
- Titolo originale: Chapter Sixty-Five: In Treatment
- Diretto da: Michael Goi
- Scritto da: Tessa Leigh Williams

### Trama
Due mesi dopo, altre videocassette appaiono alle porte di Riverdale. Betty scopre di non essere stata accettata a Yale e Alice afferma che è a causa della sua attività sessuale. Dopo una sessione con la signora Burble, la consulente di orientamento, Betty e sua madre discutono e Alice rivela che Betty è la sua figlia preferita. Quando tornerà a casa, Betty, troverà sul tavolo un assegno intestato a lei con i suoi soldi per il college che sua madre aveva dato alla Fattoria e dirà ad Alice: "Anch'io voglio più bene a te mamma". Archie e la signora Burble discutono della sua attività come vigilante e lei lo esorta ad aiutare Riverdale in un altro modo. Archie decide quindi di andarsene di casa e trasferirsi alla El Royal per non mettere sua madre in pericolo (a causa dei parenti di Dodger ancora a piede libero) e di aprire una linea telefonica in cui le persone che hanno paura della polizia potranno fare segnalazioni anonime. Cheryl perde la leadership delle Vixen a causa del suo delicato stato mentale. Durante l'incontro con la signora Burble, che si scopre essere anche una psicologa, le due discutono di come Cheryl possa trovare sbocchi migliori per affrontare il suo trauma e che il fantasma di Julian non stia davvero perseguitando Thistlehouse. Infatti la Burble afferma che lei non ha assorbito il suo gemello nell'utero, ma che qualcuno stia cercando di farle credere di essere pazza spostando la bambola di Julian. Le consiglia anche di fare un test per verificarlo, alla fine della puntata si scoprirà che lei non ha assorbito Julian. Veronica viene ammessa ad Harvard ma scopre che Hiram ha influenzato la sua ammissione. La signora Burble le consiglia di non associarsi più a Hiram e di prendere le distanze da lui. Quindi Veronica sceglie di non andare ad Harvard (anche se la signora Burble gliel'aveva sconsigliato) e quindi di frequentare Yale; affronta anche suo padre dicendogli che lo "ucciderà" negli affari. Il signor DuPont consiglia a Jughead di ricevere raccomandazioni dagli insegnanti della Riverdale High poiché i docenti della Stonewall non avrebbero raccomandato uno "studente poco diligente". La Burble consiglia a Jughead di smettere di cercare di dimostrare che il primo libro dei Baxter Brothers fosse stato scritto da suo nonno e di immedesimarsi in suo padre, dato che Forsythe I lo picchiava. Alla fine gli dice che una persona non può cambiare dall'oggi al domani e che quindi può continuare a indagare. Jughead dunque trova degli articoli di giornale riguardanti i vari "incidenti" che avevano causato la morte dei membri della società segreta di cui fanno parte DuPont, Forsythe I e di cui faceva parte il signor Chipping; e li fa vedere a Betty. I due scoprono che DuPont e il nonno scomparso di Jughead sono gli unici membri ancora in vita. Una prolessi mostra Archie, Betty e Veronica presi in custodia alla stazione di polizia per l'omicidio di Jughead.

## Capitolo sessantasei: "Suggestione ipnotica"
- Titolo originale: Chapter Sixty-Six: "Tangerine"
- Diretto da: Gabriel Correa
- Scritto da: Brian E. Paterson

### Trama
Dopo aver ricevuto una telefonata, Polly attacca un'infermiera di Shady Grove. Alice tenta di pugnalare Betty con un coltello, anche lei dopo aver ricevuto una telefonata. Betty scopre che Evelyn stava facendo chiamate dal carcere usando una parola scatenante per avviare attacchi contro la Betty oscura. Dodger spara a F.P.da Pop's, e Archie combatte Dodger in un vicolo, nonostante la famiglia stia per fuggire. Archie quindi incontra suo zio. Veronica invita la sua abuelita (nonna) in città per raccontarle come l'ha trattata suo padre e per ottenere la ricetta del rum di famiglia, anche se Hiram afferma di averla brevettata. A Jughead viene assegnato il contratto dei Baxter Brothers, che gli fa rintracciare suo nonno. Suo nonno gli dice che Dupont ha assunto legalmente la scrittura del libro dopo aver lasciato la Stonewall Prep. Jughead torna più tardi per scoprire che suo nonno non c'è più. È inserito nella Società Penna e Teschio. Cheryl attira, con uno stratagemma, Penelope fuori dalle mura di Thistlehouse dove si era nascosta. Quindi bandisce Penelope nel bunker di Dilton e decide di dare a Jason un ultimo addio con un funerale norreno al fiume Sweetwater, al quale presenziano anche Toni, Betty, Jughead, Archie e Veronica. La puntata si chiude con un flashforward che mostra Betty che aveva ucciso Jughead con un sasso.

## Capitolo sessantasette: "Blues universitari"
- Titolo originale: Chapter Sixty-Seven: Varsity Blues
- Diretto da: Marco Straniero
- Scritto da: Aaron Allen

### Trama
I Riverdale Bulldogs arrivano alle finali statali contro gli Stonewall Stallions, che si dice che vincano perché giocano in modo scorretto. Betty tenta di trovare la verità. Le Ragazze del LVT ricevono una nuova allenatrice, la signora Appleyard, con grande sgomento di Cheryl. Veronica continua a perseguire i suoi sforzi per produrre rum fino a quando suo padre non la insegue per aver copiato la sua ricetta. Archie scopre che suo zio Frank ha un passato travagliato e Jughead entra in profondità con la Società Penna e Teschio dopo aver scoperto di aver ottenuto un'intervista con Yale. La tensione si accumula tra la Riverdale High e la Stonewall Prep prima della giornata della partita, poiché dopo che Munroe è stato attaccato fuori dal centro della comunità, Archie e i Bulldogs si scontrano con la squadra di Stonewall irrompendo nella loro scuola e dando il via ad una rissa. Il giorno della partita, Frank dà a Munroe delle droghe in modo che possa giocare senza sentire il dolore alla gamba e Cheryl blocca Appleyard in una classe chiudendola dentro a chiave in modo che possa avere la squadra tutta per sé. Gli Stonewall Stallions vincono la partita, spingendo Betty a formare una squadra di quiz in modo che la Riverdale High abbia ancora la possibilità di ottenere un vantaggio sulla Stonewall Prep in qualcosa. Jughead viene accettato a Yale e una prolessi mostra Betty in lacrime che fa le valigie nel dormitorio di Jughead con Bret che le dice che "ha ottenuto quello che voleva".

## Capitolo sessantotto: "Quiz Show"
- Titolo originale: Chapter Sixty-Eight: Quiz Show
- Diretto da: Chell Stephen
- Scritto da: Ted Sullivan

### Trama
Betty, Veronica, Cheryl e Toni vincono nelle semifinali del Quiz Show e guadagnano un posto nelle finali contro la Stonewall Prep. Jughead e Bret raccontano a Betty di essere entrati a Yale, e Betty scopre che il padre di Bret si è fatto strada. Cheryl e Veronica trasformano La Bonne Nuit in un club per coprire il servizio del rum. Hiram li trova e devono trasferirsi. Cheryl e Veronica decidono di fondarsi nel Maple Club. Fanno un accordo con Penelope per tenere d'occhio il Maple Club. Kevin guadagna soldi realizzando video in cui viene solleticato da uomini. Charles dice a Betty che la ragione per cui è stata rifiutata da Yale era perché era la figlia di Black Hood. Betty così, infuriata va al cimitero del padre e distrugge la sua lapide. Alle finali del quiz, il reclutatore di Yale afferma che Betty verrà accettata se Riverdale vincesse contro la Stonewall Prep. Alice lascia a Betty le risposte del quiz, ma Betty le strappa e le butta in un cestino perché non vuole giocare sporco. Bret trova le prove nello stanzino di Betty, che porta Alice ad essere sospesa dal lavoro e Betty ad essere sospesa dalla scuola. Il risultato è quindi annullato nonostante Betty non abbia realmente imbrogliato. Una prolessi rivela Archie che conforta Betty da Pop mentre piange la perdita di Jughead.

## Capitolo sessantanove: "L'uomo d'onore"
- Titolo originale: Chapter Sixty-Nine: Men of Honor
- Diretto da: Catriona McKenzie
- Scritto da: Ariana Jackson

### Trama
Betty decide di passare il tempo di sospensione con Alice per esaminare meglio l'omicidio del signor Chipping. Si incontrano con la moglie del signor Chipping, che dice che Donna stava mentendo sulla relazione che aveva con lui, e Moose, che dice che vide Bret filmare mentre faceva sesso. Betty e Alice vanno a cercare le videocassette di Bret mentre è occupato con Jughead nel duello, e le trova. Archie incontra l'amico di Frank dell'esercito, che si rivela essere un mercenario per il sangue. F.P. lo blocca, ma scappa e attacca Archie a scuola. Frank era anche un mercenario, quindi è costretto a lasciare la città prima della cattura. Veronica raggiunge la sua amica Katy Keene a New York, e dopo il suo ritorno scopre che suo padre è malato. Appare Nick St. Clair e Toni, Kevin e Fangs lo costringono a lasciare Riverdale. Bret vince il duello con Jughead. Il video trovato mostra Donna fare lo stesso discorso che ha fatto a Betty sulla sua relazione con Mr. Chipping, solo che questa volta sta incriminando un uomo che non esiste, spingendo Betty a indagare su Donna, perché crede che sia un discorso che abbia usato in più occasioni, quindi falso.

## Capitolo settanta: "Le idi di marzo"
- Titolo originale: Chapter Seventy: The Ides of March
- Diretto da: Claudia Yarmy
- Scritto da: Chrissy Maroon e Evan Kyle

### Trama
Jughead scopre che il suo contratto con i Baxter Brothers è in fase di risoluzione ed è stato rimosso dalla Società Penna e Teschio. Archie cerca di prendere decisioni sul suo futuro, che include quasi la vendita della Andrews Construction. Veronica lotta con lo stato malato di Hiram. Cheryl e Toni scoprono Hermosa che sotto mentite spoglie sta cercando di acquisire conoscenze sugli affari di Cheryl e Veronica. Jughead è stato accusato di aver imbrogliato la storia che lo ha portato a Yale. Ha in programma di combattere le false accuse fino a quando Bret informa Jughead che deve accettare la sua punizione e lasciare la Stonewall Prep o rilascerà un video di lui e Betty che fanno sesso. Bret invita ancora lui e Betty nel bosco per una festa per celebrare le Idi di marzo. Betty invita Veronica e Archie in modo che possano trascorrere del tempo insieme. Jughead va alla festa in cerca di vendetta su Bret. Betty segue Donna nei boschi, dove Donna rivela di aver incontrato Evelyn in prigione ed Evelyn ha rivelato a Donna che esiste una parola speciale che ipnotizzerà Betty e la porterà a ferire le persone che ama. Donna e Bret vengono quindi visti uscire dal bosco, con Archie e Veronica che inciampano su Betty, che a quanto pare ha ucciso Jughead con un sasso.

## Capitolo settantuno: "Come farla franca dopo un omicidio"
- Titolo originale: Chapter Seventy-One: How to Get Away with Murder
- Diretto da: James DeWille
- Scritto da: Arabella Anderson

### Trama
Dopo la morte di Jughead, Betty, Archie e Veronica bruciano il suo berretto e i loro vestiti nei boschi. Quando arrivano a casa tardi quella notte, danno tutti spiegazioni diverse ai loro genitori, il che si rivela un errore. Nel frattempo, Betty, su consiglio di Charles, decide di piantare una cimice alla Stonewall Prep per spiare Donna e Bret. Archie decide, in accordo con Betty, di andare alla Stonewall Prep per litigare con Bret, sperando di fargli scappare una confessione che possa essere ascoltata tramite la cimica. Tuttavia, dopo che Archie se ne è andato, Bret e Donna trovano la cimice e la distruggono. Di ritorno a Riverdale, Alice e F.P. decidono di localizzare il cellulare di Jughead e scoprono che si trova nella tasca della giacca di Betty, dove è stato messo di nascosto da Joan durante l'ultima visita di Betty alla Stonewall Prep. Mentre continua l'indagine, F.P. trova una pietra insanguinata come prova, ma Charles, dopo essersela fatta consegnare per poterla analizzare nei laboratori dell'FBI, la sostituisce con una con sangue finto creata da Betty. Charles aiuta Betty a venire a patti con quello che è successo la notte dell'omicidio, riuscendo a farle ricordare che Donna le soffiò una polvere in faccia chiamata "erba del diavolo", il che l'avrebbe resa incapace di uccidere Jughead. Ciò significa che i ragazzi della Stonewall hanno ucciso Jughead e le hanno piantato le prove. Betty e gli amici decidono di smuovere le acque organizzando una ricerca del corpo di Jughead. Betty, Archie e Veronica, che conoscevano la posizione del corpo di Jughead, lo fanno ritrovare ad F.P. durante la ricerca. Il cadavere viene poi identificato da Betty ed F.P. alla stazione di polizia. Dopo questi eventi, Betty, Archie e Veronica tornano da Pop per discutere delle loro prossime mosse.

## Capitolo settantadue: "La prova finale"
- Titolo originale: Chapter Seventy-Two: To Die For
- Diretto da: Shannon Kohli
- Scritto da: Roberto Aguirre-Sacasa

### Trama
Alice inizia a realizzare un documentario sulla presunta morte di Jughead mentre sono in corso indagini. Alla Stonewall Prep, F.P. è nella stanza di Donna in cerca di prove per il caso, ma Donna gli riferisce di aver visto Betty, Archie e Veronica vicino al corpo di Jughead la notte dell'omicidio. F.P., quindi, va alla Riverdale High e li arresta ma li lascia andare quando i risultati dei test sulla pietra rivelano che il sangue sarebbe stato finto. Betty organizza il funerale di Jughead, a cui parteciperanno anche Donna, Bret e Joan. Donna, credendo che Jughead sia vivo, ordina a Bret di aprire la bara, ma Bret viene bloccato e i tre studenti della Stonewall vengono cacciati via. F.P. decide poi di dimettersi dall'incarico di sceriffo dopo una provocazione di Hiram. Donna, credendo di essere stata ingannata, decide di scavare un po' più a fondo sulla morte di Jughead. A scuola, Cheryl crea un memoriale di armadietti per Jughead che rende emotiva Betty, che corre nella sala della musica insieme a Archie e lo bacia. Cheryl lo riferisce a Veronica; che si infuria tremendamente. Donna, sempre convinta che Jughead non sia morto e che Betty lo stia nascondendo, segue la ragazza nel bosco fino al bunker di Dilton quella notte, per trovare lei e Archie che si baciano. A questo punto, Donna scappa dal bunker. Sapendo che Donna la stava seguendo, infatti, Betty aveva fatto nascondere Jughead, in realtà vivo, sotto la brandina come diversivo, così Bret e Donna avrebbero ceduto sotto pressione. In seguito, Donna riferisce a Bret che aveva notato la presenza di tre milkshake nel bunker, cosa che l'aveva resa ancora più convinta del fatto che Jughead fosse vivo. Bret non è d'accordo con lei e, parlando, confessa che ad uccidere Jughead sarebbero stati loro stessi, gli altri studenti della Stonewall, ma Donna gli intima di non ripeterlo più, perché è lei ad aver ideato il piano. Hermosa trova prove sull'identità di Donna per aiutare a sconfiggere i ragazzi della Stonewall.

## Capitolo settantatré: "La stanza chiusa"
- Titolo originale: Chapter Seventy-Three: The Locked Room
- Diretto da: Tessa Blake
- Scritto da: Aaron Allen

### Trama
Jughead e Betty rinchiudono a chiave in una stanza gli studenti della Stonewall e il signor DuPont, spiegando tutti i segreti e il motivo del tentato omicidio di Jughead. Il signor Chipping si è ucciso perché non riusciva più a sopportare l'idea che ogni ghostwriter orchestrasse l'omicidio perfetto. Infatti, a chiunque fosse stato assegnato il lavoro di ghostwriter, questi avrebbe dovuto commettere un omicidio per poi raccontarlo nel libro, come una sorta di prova di iniziazione. Moose avrebbe dovuto essere lo studente assassinato, ma il signor Chipping era riuscito a convincerlo ad arruolarsi, salvandolo dal suo destino. Il signor DuPont aveva assegnato a tutti e quattro gli studenti il compito di uccidere Jughead per ricevere il contratto da ghostwriter, ma Jonathan commise l'errore di non controllare il battito cardiaco di Jughead dopo l'aggressione, per assicurarsi della sua morte. Viene spiegato cosa accadde la notte delle idi di marzo dopo il ritrovamento di Jughead da parte di Betty, Archie e Veronica. Betty, dopo aver verificato che il fidanzato era ancora vivo, chiamò Charles, il quale ordinò di bruciare i propri vestiti e tutte le prove, mentre Jughead era ferito alla testa. Betty e Jughead fanno entrare nella stanza Forsythe I, F.P. e Charles, che iniziano a chiarire altri aspetti della vicenda. Forsythe I, il nonno di Jughead, aveva vissuto nascosto, cercando di dimostrare che DuPont avesse ucciso il suo circolo letterario originale, e per questo motivo, consapevole di essere ancora ricercato da DuPont, che voleva completare la sua opera, aveva abbandonato il figlio F.P. e, successivamente, era scappato dopo il colloquio con il nipote. Jughead era un'esca per attirare Forsythe I in modo che il signor DuPont potesse finire l'omicidio, per questo era stato fatto entrare alla Stonewall nonostante fosse Moose la nuova vittima designata. Il signor DuPont si suicida, lanciandosi dalla finestra come Chipping, per evitare l'arresto, Joan lascia il paese per via della sua immunità politica, Bret rivela la posizione dei nastri che vengono distrutti mentre affronta le accuse. Viene alla luce che, poiché anche la nonna di Donna era stata assassinata da DuPont anni prima, lei voleva vendicarsi, perciò aveva organizzato un piano. Betty la ricatta per farla sparire, mentre F.P. e Forsythe I iniziano a parlare. Veronica e Betty promettono di aiutare i ragazzi in modo che possano diplomarsi insieme, riproponendosi la speranza di vivere in tranquillità l'ultima parte dell'anno scolastico.

## Capitolo settantaquattro: "Una cittadina malvagia"
- Titolo originale: Chapter Seventy-Four: Wicked Little Town
- Diretto da: Antonio Negret
- Scritto da: Tessa Leigh

### Trama
I residenti di Riverdale ricevono altre videocassette in cui vengono riprese le loro case. Kevin vuole cantare una canzone del musical Hedwig and the Angry Inch allo spettacolo della scuola, mentre Archie decide di cantare con una band. Tuttavia, il preside Honey ritiene che lo show sia troppo inappropriato. Hiram ha saltato gli appuntamenti con il suo dottore e questo l'ha portato al collasso, tanto da farlo cadere dalle scale. Betty fa da tutor a Jughead, che non sta prendendo sul serio la scuola, affinché riesca a diplomarsi in tempo, ma lui, nel frattempo, si sta anche occupando del caso delle videocassette in accordo con Charles e all'insaputa di Betty. Cheryl e Toni escogitano un piano per cercare di convincere Honey ad accettare lo spettacolo, ma lui nega, minacciando di bandire anche il ballo degli studenti di fine anno. Dopo una protesta pacifica, Honey annulla lo spettacolo. Veronica e Archie discutono per la malattia di Hiram, invece Betty e Jughead litigano perché quest' ultimo non sta prendendo sul serio la scuola. Alle prove si presentano solo Archie e Betty che finiscono per baciarsi. Più tardi, Veronica e Jughead si scusano, mentre Betty e Archie si guardano l'un l'altro nervosamente dalle loro finestre. Veronica ospita lo spettacolo che si doveva tenere scuola a La Bonne Nuit, dove si esibiscono anche gli Archies. Guardando i nastri, Jughead vede una persona legata indossare una maschera raffigurante lui, che viene brutalmente assassinata da un'altra persona con una maschera Betty.

## Capitolo settantacinque: "Lynchiano"
- Titolo originale: Chapter Seventy-Five: Lynchian
- Diretto da: Steven A. Adelson
- Scritto da: Ariana Jackson & Brian E. Paterson

### Trama
Charles e Jughead indagano sulle videocassette, e il primo sospetto ricade su Ethel, compagna di scuola dei ragazzi, quando Jughead la riconosce in una registrazione della videocamera di sorveglianza dello sceriffo. Dopo essersi dichiarata innocente, Ethel confida a Jughead che in un negozio di video noleggio, il Blue Velvet, vengono venduti video snuff tra cui quello di lui che fa sesso con Betty, che la stessa Ethel aveva trovato e nascosto a casa sua per evitare che altri possero vederlo. Kevin porta Toni, Fangs e Reggie nel business dei video del solletico, e per guadagnare qualche soldo in più, Reggie suggerisce di lanciare il proprio sito web, dicendo a Terry che non erano più interessati, per non dipendere più da lui. I tre coinvolgono nei video anche altri Bulldogs e le Vixens. Successivamente, Kevin viene minacciato da Terry che chiede una quota dei suoi profitti quando scopre che, in realtà, si era creato, assieme agli altri, un business tutto suo. Betty ricorda la sua relazione con Archie da bambina e la loro lunga e complicata storia d'amore leggendo molti dei suoi vecchi diari. Archie sta lavorando a una canzone per Betty. Cheryl e Veronica vengono attaccate da una banda a causa del loro business del rum e Veronica è convinta che sia opera del padre per metterle i bastoni tra le ruote, mentre Cheryl, spaventata, lascia l'attività. Quando ne va a parlare col padre, Hiram le dice che lui non ha nulla a che fare con questa storia. In seguito Hiram va a minacciare la banda per vendicare il maltrattamento causato alla figlia, ma con scarso successo, perché a causa della sua debolezza viene picchiato duramente. Tornato a casa, viene trovato da Veronica sanguinante, e la figlia decide di collaborare con lui. Reggie e i Bulldogs minacciano Terry in modo che possano continuare a fare altri video. Veronica, riflettendo sul fatto che il padre non abbia picchiato i membri della banda quando ne avrebbe avuto la possibilità, si convince che questo sia un segno del fatto che il padre sia cambiato in meglio, e glielo confida. Tuttavia, si scopre che Hiram aveva poi ucciso con un colpo di pistola il capo della banda. Il preside Honey scopre, presumibilmente perché informato da Terry, l'esistenza del sito web del solletico. Convoca Kevin, Reggie, Toni e Fangs e chiede che venga chiuso in quanto rovinerebbe l'immagine della scuola. Betty dice ad Archie che non prova nessun sentimento verso di lui, ribadendo il suo amore verso Jughead. Archie prevede di partire per l'Accademia navale e lo comunica alla madre Mary. L'FBI compie una perquisizione all'interno del negozio di videocassette, trovando, nella stanza segreta frequentata da Ethel, numerosi filmati sconvolgenti, fra cui quello dell'omicidio di Jason da parte di Clifford Blossom. Si scopre, inoltre, che il preside Honey è un assiduo frequentatore di quel negozio, ed, in particolare, della stanza segreta che viene perquisita. Cheryl, intanto, riceve un'altra videocassetta, questa volta con qualcuno che indossa una maschera di Clifford che uccide qualcuno con la maschera di Jason.

## Capitolo settantasei: "Uccidere il preside Honey"
- Titolo originale: Chapter Seventy-Six: Killing Mr. Honey
- Diretto da: Mädchen Amick
- Scritto da: Ted Sullivan & James DeWille

### Trama
Quando Mr. Honey minaccia di cancellare il ballo, il gruppo di amici ne ha abbastanza e chiede aiuto ai genitori; questi si presentano a scuola e affrontano il preside che infine cede alle loro richieste. Jughead deve presentare una storia per essere ammesso all'Università dell'Iowa, così inizia a scrivere una storia fittizia sul gruppo che sequestra e uccide Mr. Honey colpevole di aver rovinato il loro ultimo anno. 
Da questo momento in poi l'episodio alterna momenti reali che descrivono cosa sta avvenendo ai protagonisti, al racconto di Jughead.
Nel racconto di Jughead:
Archie, Veronica, Betty, Jughead, Reggie e Cheryl pianificano il sequestro di Mr. Honey, lo portano in quella che viene descritta come la baita dei genitori di Veronica e dopo averlo lasciato solo al rientro lo trovano morto, iniziando quindi a cedere all'oscurità dentro di loro quando cercano di coprire l'omicidio.
Nella realtà:
Mr. Honey chiama Jughead e Betty nel suo ufficio, dove trovano Charles, avvisato dal preside, per mostrare loro l'ultima cassetta recapitata: il voyeur ha filmato l'intera scuola dall'interno, in ogni suo angolo. A fronte della nuova minaccia, per precauzione, il preside cancella in via definitiva il ballo.
Nel racconto di Jughead:
Reggie muore in un incidente d'auto. In realtà sono stati i ragazzi che, preoccupati dei sensi di colpa che stava esternando e del il fatto che non reggesse la pressione del segreto, lo hanno fatto fuori per non rischiare di essere scoperti.
Nella realtà:
Betty guarda il nastro completo della cassetta ricevuta dal preside e cattura un riflesso in cui si vede chiaramente Mr. Honey, il quale aveva registrato il video per poter cancellare il ballo: il preside viene licenziato. Honey esce da quello che ormai era il suo ufficio con la scatola delle sue cose. Viene avvicinato nel corridoio da Archie, Betty, Veronica, Jughead, Cheryl, Kevin e Reggie. Rimane fedele a tutto ciò che ha fatto, inclusa la videocassetta. Insiste sul fatto che era tutto per garantire la sicurezza della scuola e il bene dei suoi studenti perché gli omicidi, il caos e la depravazione di Riverdale non sono normali. Betty ribatte che per loro è normale, motivo per cui hanno dovuto fermarlo. Mr. Honey annuncia che sarà il nuovo preside della Stonewall Prep.
Mrs. Bell, sdegnata, dice ai ragazzi che Mr. Honey era un brav'uomo e che a differenza di quello che credono loro ha fatto molto sia per la scuola che per gli alunni, e consegna a Jughead la lettera di raccomandazione che il preside aveva scritto per il college. Jughead, commosso, decide così di correre al computer e cambiare la sua storia, ammettendo che il suo lato oscuro stava prendendo il sopravvento.
Ora, nella storia, Honey è solo incosciente e i ragazzi chiamano un'ambulanza dopo avergli fatto la rianimazione e preferiscono affrontare il carcere piuttosto che farla franca con un omicidio.
Nella realtà:
Betty e Jughead ricevono un'altra videocassetta, che suona come un invito a raggiungere il luogo ripreso. Il filmato infatti inquadra dall'esterno una baita che Jughead riconosce essere proprio quella dei Lodge. Arrivati sul posto vi trovano un altro video, in cui un gruppo di persone, con le maschere dei sei ragazzi, accoltellano a morte qualcuno con il volto di Mr. Honey.